# Ардон Яшарі
Ардон Яшарі (нім. Ardon Jashari, нар. 30 липня 2002, Цуг) — швейцарський футболіст, півзахисник італійського клубу «Мілан» та національної збірної Швейцарії.

## Клубна кар'єра
Народився 30 липня 2002 року в кантоні Цуг. Вихованець футбольної школи клубу «Люцерн». Дорослу футбольну кар'єру розпочав 2020 року в основній команді того ж клубу.
В квітні 2024 року футболіст перейшов до бельгійського клубу «Брюгге», з яким підписав контракт на чотири роки. Сума трансферу гравця склала 6 млн євро, що є трансферним рекордом для «Люцерна».

## Виступи за збірні
Протягом 2022 року залучався до складу молодіжної збірної Швейцарії. На молодіжному рівні зіграв в одному офіційному матчі.
27 вересня 2022 року дебютував в офіційних матчах у складі національної збірної Швейцарії.
У листопаді 2022 року він був включений до складу збірної Швейцарії на Чемпіонат світу з футболу 2022 року.

## Статистика виступів

### Статистика клубних виступів
Статистику оновлено станом на 27 серпня 2022 року.
| Сезон             | Команда           | Чемпіонат         | Чемпіонат | Чемпіонат | Національний кубок | Національний кубок | Національний кубок | Континентальні кубки | Континентальні кубки | Континентальні кубки | Інші змагання | Інші змагання | Інші змагання | Усього | Усього | Усього |
| Сезон             | Команда           | Ліга              | Ігор      | Голів     | Ліга               | Ігор               | Голів              | Ліга                 | Ігор                 | Голів                | Ліга          | Ігор          | Голів         | Ігор   | Голів  |        |
| ----------------- | ----------------- | ----------------- | --------- | --------- | ------------------ | ------------------ | ------------------ | -------------------- | -------------------- | -------------------- | ------------- | ------------- | ------------- | ------ | ------ | ------ |
| 2020              | «Люцерн»          | СЛ                | 2         | 0         | СА                 | 0                  | 0                  | -                    | -                    | -                    | -             | -             | -             | 2      | 0      |        |
| 2020–21           | «Люцерн»          | СЛ                | 0         | 0         | СА                 | 0                  | 0                  | -                    | -                    | -                    | -             | -             | -             | 0      | 0      |        |
| 2021–22           | «Люцерн»          | СЛ                | 17+2      | 1+1       | СА                 | 2                  | 0                  | -                    | -                    | -                    | -             | -             | -             | 21     | 2      |        |
| 2022–23           | «Люцерн»          | СЛ                | 4         | 0         | СА                 | 1                  | 0                  | -                    | -                    | -                    | -             | -             | -             | 5      | 0      |        |
| Усього за кар'єру | Усього за кар'єру | Усього за кар'єру | 23+2      | 1+1       |                    | 3                  | 0                  |                      | -                    | -                    |               | -             | -             | 28     | 2      |        |

### Статистика виступів за збірну
| Дата      | Місто        | Господарі | Результат | Гості | Турнір                               | Голи | Примітки |
| --------- | ------------ | --------- | --------- | ----- | ------------------------------------ | ---- | -------- |
| 27-9-2022 | Санкт-Галлен | Швейцарія | 2 – 1     | Чехія | Ліга націй УЄФА 2022-2023 - 1-й етап | -    | 90+3'    |
| Усього    |              | Матчів    | 1         |       | Голів                                | 0    |          |

| Дата      | Місто   | Господарі | Результат | Гості | Турнір                             | Голи | Примітки |
| --------- | ------- | --------- | --------- | ----- | ---------------------------------- | ---- | -------- |
| 25-3-2022 | Лозанна | Швейцарія | 5 – 1     | Уельс | Кваліфікація молодіжного Євро-2023 | -    | 70'      |
| Усього    |         | Матчів    | 1         |       | Голів                              | 0    |          |

## Особисте життя
Джашарі народився у Швейцарії та має македонсько-албанське походження.

## Досягнення
«Брюгге»
- Володар Кубка Бельгії: 2024–25[7]
- Володар Суперкубка Бельгії: 2025